# La Cadière-d’Azur
Cadière-d’Azur – miejscowość i gmina we Francji, w regionie Prowansja-Alpy-Lazurowe Wybrzeże, w departamencie Var.
Według danych na rok 1990 gminę zamieszkiwało 3139 osób, a gęstość zaludnienia wynosiła 84 osoby/km² (wśród 963 gmin regionu Prowansja-Alpy-W. Lazurowe Cadière-d’Azur plasuje się na 192. miejscu pod względem liczby ludności, natomiast pod względem powierzchni na miejscu 243.).
Obszar gminy jest częścią apelacji winiarskiej AOC Bandol.